# Kyibu II
Kyibu II (tibétain : སྐྱིད་སྦུག, Wylie : skyid-sbug), de son nom personnel Wangdu Norbu (tibétain : དབང་འདུས་ནོར་བུ, Wylie : dbang-vdus nor-bu) (né en 1896 / 1897 -?) était un homme politique tibétain, opérateur radio et interprète. Son nom est en réalité Kyipuk, mais il utilisait l’orthographe Kyipup dans sa correspondance en anglais.

## Famille
Il était le second fils de Kusho Kyi-pup (Sonam Tobgye Kyipup), qui au moment de l'expédition militaire britannique au Tibet (1903-1904) travaillait au service du gouvernement tibétain à Yatung, où il fut par la suite l'agent commercial. La famille avait des possessions à Gyantsé, Penum, Pangkor et Chalu. Ses frères étaient Kyibu I et III. En 1935, il épousa la deuxième fille du Raja Taring, sœur de Jigmé Taring, et eut quatre enfants.

## Études

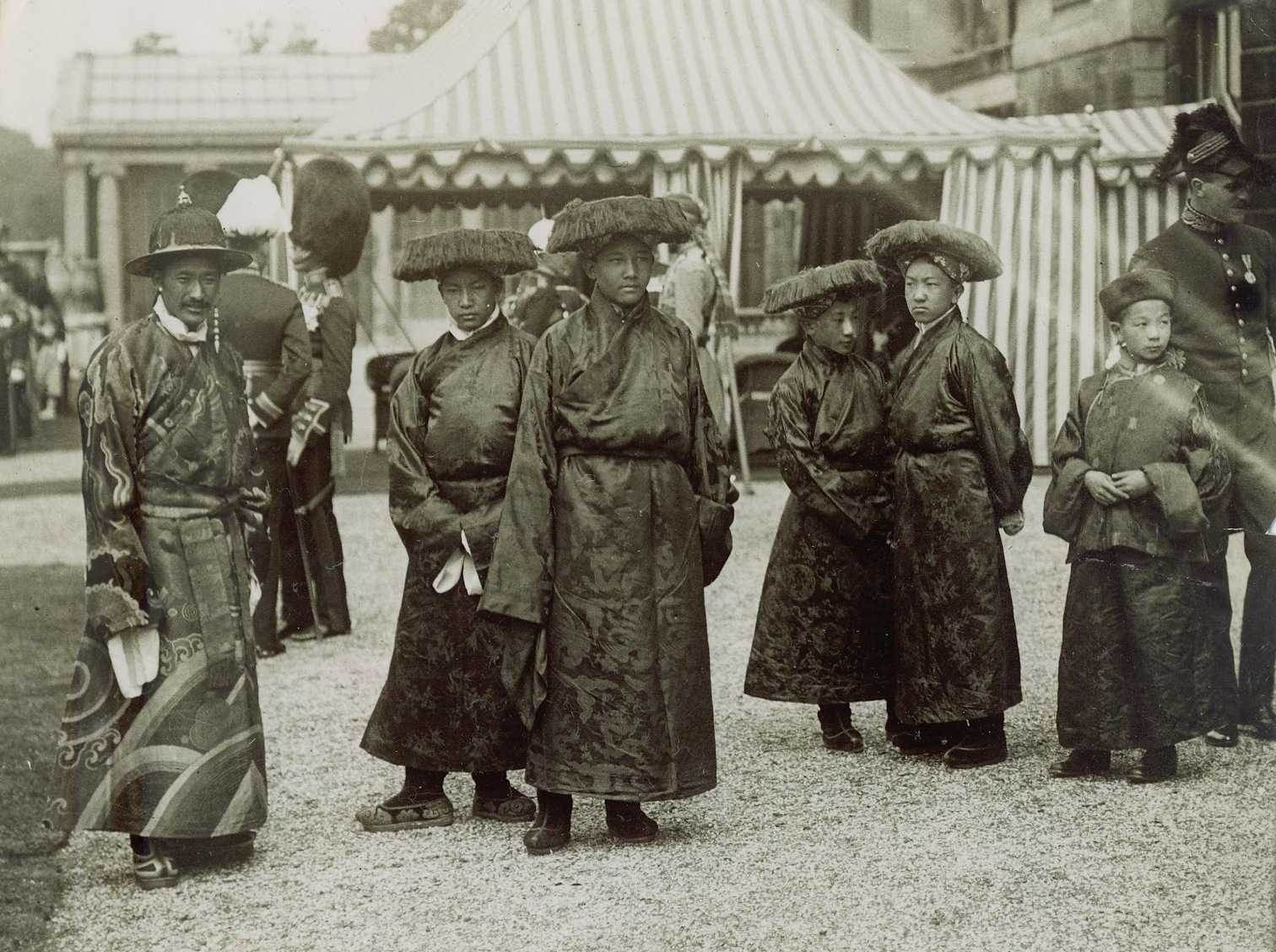
Lungshar, Möndro, Ringang, Kyibu II et Gongkar au palais de Buckingham le 28 juin 1913 après avoir été reçus en audience par le roi George V

Kyibu est l'un des « quatre Tibétains de Rugby », jeunes garçons envoyés en 1913 en Angleterre pour y faire des études secondaires et y suivre une formation professionnelle, les trois autres étant Ringang, Möndro et Gongkar. Ces séjours furent organisés par sir Charles Bell et le 13e dalaï-lama. Arrivés le 24 avril, ils furent tous admis à l'académie militaire de Heathend, puis à la public school de Rugby. En juin, ils furent reçus avec leur mentor, Lungshar, en audience par le couple royal.
Kyibu passe pour être le moins brillant des quatre étudiants. En Angleterre, il apprit les rudiments de la cartographie et de la technologie d’irrigation. En 1917, il rentra au Tibet. La même année, il partit pour Roorkee dans l’Uttarakhand, pour une formation plus poussée en matière d'irrigation, mais il n'aurait pas beaucoup progressé. Il rentra au Tibet.
Du printemps à novembre 1919, il étudia la télégraphie à Kalimpong.

## Carrière

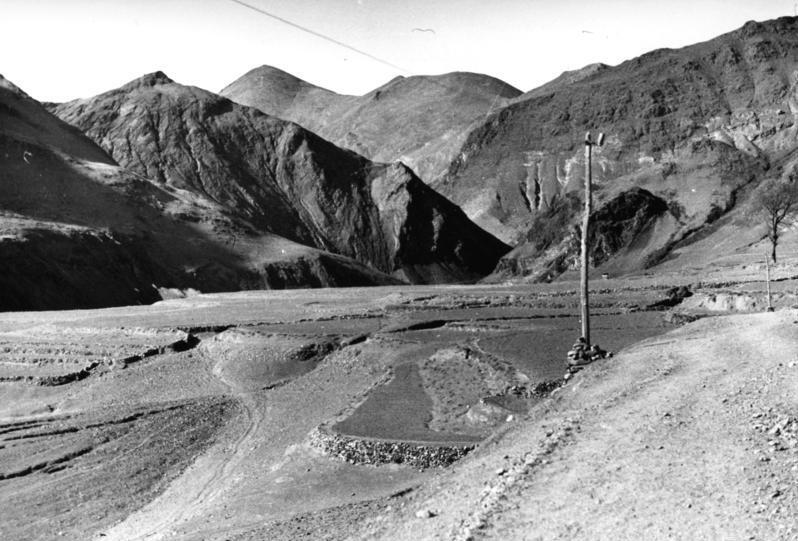
Ligne télégraphique à Gobshi, près de Gyantsé, en 1939

À Lhassa, il fut responsable du télégraphe pendant un certain temps. En 1925, grâce aux connaissances techniques qu'il avait acquises, une liaison télégraphique fut installée entre Gyantsé et Lhassa, permettant la connexion de la ville au réseau anglo-indien,.
Par la suite, il fut nommé dzongpön du dzong de Ze à proximité de Chushur. Il fut également l'intendant du domaine de Dze près de Chushul.
En 1940, il fut nommé mipön de Lhassa, fonction similaire à celle de maire. Tous les litiges civils et les affaires criminelles ont été traités par lui. Au printemps de 1942, la charge lui fut retirée parce qu'il était trop clément.
Il travailla  également pour la force de police mise en place à l'initiative du 13e dalaï-lama en 1922 et formée par Sonam Wangfel Laden La. La même année, il fut nommé directeur du domaine gouvernemental de Huyu Lingka à Shang dans la province de Tsang.
À partir du milieu de l'année de 1944, il apprit la télégraphie à la mission britannique à Lhassa.
En 1944, il devint interprète temporaire puis interprète permanent en anglais auprès du Bureau des Affaires étrangères du Tibet et du Bureau du Kashag. Il se rendit en Inde en mars 1947 comme interprète auprès des délégués tibétains à la Conférence des relations asiatiques.
En 1949, il fut promu au quatrième grade d'officier.